# Équation G
En combustion, l'équation G est une équation pour le champ scalaire {\displaystyle G(\mathbf {x} ,t)} qui décrit la position instantanée d'une flamme. Elle a été introduite par Forman Williams en 1985, dans l'étude de la combustion turbulente pré-mélangée. L'équation est dérivée sur la base de la méthode des surfaces de niveau. L'équation a été étudiée pour la première fois par George H. Markstein sous une forme moins générale pour le calcul de la vitesse de combustion,,.

## Description mathématique
L'équation G s'énonce comme suit,, :
{\displaystyle {\frac {\partial G}{\partial t}}+\mathbf {v} \cdot \nabla G=S_{T}|\nabla G|}
où
- {\displaystyle \mathbf {v} } est le champ de vitesse d'écoulement,
- {\displaystyle S_{T}} est la vitesse de flamme locale.

L'emplacement de la flamme est donné par {\displaystyle G(\mathbf {x} ,t)=G_{o}} qui peut être défini arbitrairement de telle sorte que {\displaystyle G(\mathbf {x} ,t)>G_{o}} soit la région des gaz brûlés et {\displaystyle G(\mathbf {x} ,t)<G_{o}} soit la région des gaz non brûlés. Le vecteur normal à la flamme, pointant vers le gaz brûlé, est {\displaystyle \mathbf {n} =\nabla G/|\nabla G|}.

### Vitesse de combustion locale
Selon la théorie Matalon-Matkowsky-Clavin-Joulin la vitesse de combustion de la flamme étirée (en), pour une faible courbure et une faible déformation, est donnée par :
{\displaystyle {\frac {S_{T}}{S_{L}}}=1+{\mathcal {M}}_{c}\delta _{L}\nabla \cdot \mathbf {n} +{\mathcal {M}}_{s}\tau _{L}\mathbf {n} \mathbf {n} :\nabla \mathbf {v} }
où
- {\displaystyle S_{L}} est la vitesse de combustion de la flamme pré-mélangée,
- {\displaystyle {\mathcal {M}}_{c}} et {\displaystyle {\mathcal {M}}_{s}} sont les deux nombre de Markstein associés au terme de courbure {\displaystyle \nabla \cdot \mathbf {n} } et au terme {\displaystyle \mathbf {n} \mathbf {n} :\nabla \mathbf {v} } correspondant à la déformation d'écoulement imposée à la flamme,
- {\displaystyle \delta _{L}} est l'épaisseur d'une flamme plane,
- {\displaystyle \tau _{L}=D_{T,u}/S_{L}^{2}} est le temps de séjour de la flamme plane où {\displaystyle D_{T,u}} représente la diffusivité thermique dans le mélange de gaz imbrûlés.

## Un exemple simple: le brûleur à fente

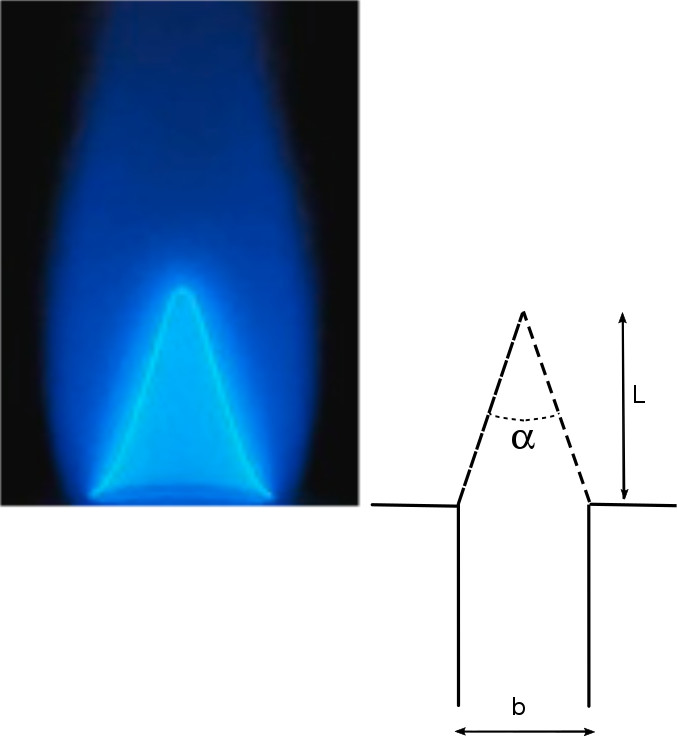
Brûleur 1D.

L'équation G a une expression exacte pour un brûleur à fente simple. Considérons un brûleur à fente plan bidimensionnel de largeur de fente {\displaystyle b}. Le mélange de réactifs pré-mélangés est introduit dans la fente par le bas avec une vitesse constante {\displaystyle \mathbf {v} =(0,U)}, où la coordonnée {\displaystyle (x,y)} est choisie de telle sorte que {\displaystyle x=0} se trouve au centre de la fente et {\displaystyle y=0} se trouve à l'emplacement de l'embouchure de la fente. Lorsque le mélange est enflammé, une flamme pré-mélangée se développe depuis l'embouchure de la fente jusqu'à une certaine hauteur {\displaystyle y=L} sous la forme d'un dièdre bidimensionnel avec un angle {\displaystyle \alpha }. Pour simplifier, supposons {\displaystyle S_{T}=S_{L}}, ce qui est une bonne approximation sauf près du coin du dièdre où les effets de courbure deviennent importants. Dans le cas stationnaire, l'équation de G se réduit à :
{\displaystyle U{\frac {\partial G}{\partial y}}=S_{L}{\sqrt {\left({\frac {\partial G}{\partial x}}\right)^{2}+\left({\frac {\partial G}{\partial y}}\right)^{2}}}}
Si une solution à variables séparées {\displaystyle G(x,y)=y+f(x)} est introduite, alors l'équation devient :
{\displaystyle U=S_{L}{\sqrt {1+\left({\frac {\partial f}{\partial x}}\right)^{2}}}\quad \Rightarrow \quad {\frac {\partial f}{\partial x}}={\frac {\sqrt {U^{2}-S_{L}^{2}}}{S_{L}}}}
qui après intégration donne
{\displaystyle f(x)={\frac {\left(U^{2}-S_{L}^{2}\right)^{1/2}}{S_{L}}}|x|+C\quad \Rightarrow \quad G(x,y)={\frac {\left(U^{2}-S_{L}^{2}\right)^{1/2}}{S_{L}}}|x|+y+C}
Sans perte de généralité, on peut choisir l'emplacement de la flamme à {\displaystyle G(x,y)=G_{o}=0}. Puisque la flamme est attachée à l'embouchure de la fente {\displaystyle |x|=b/2,\ y=0}, la condition limite est {\displaystyle G(b/2,0)=0}, qui peut être utilisée pour évaluer la constante {\displaystyle C}. Ainsi, le champ scalaire est :
{\displaystyle G(x,y)={\frac {\left(U^{2}-S_{L}^{2}\right)^{1/2}}{S_{L}}}\left(|x|-{\frac {b}{2}}\right)+y}
À la pointe de la flamme, on a {\displaystyle x=0,\ y=L,\ G=0}, ce qui permet de déterminer la hauteur de la flamme :
{\displaystyle L={\frac {b\left(U^{2}-S_{L}^{2}\right)^{1/2}}{2S_{L}}}}
et l'angle de la flamme {\displaystyle \alpha },
{\displaystyle \tan \alpha ={\frac {b/2}{L}}={\frac {S_{T}}{\left(U^{2}-S_{L}^{2}\right)^{1/2}}}}
En utilisant l'identité {\displaystyle \tan ^{2}\alpha =\sin ^{2}\alpha /\left(1-\sin ^{2}\alpha \right)} on a :
{\displaystyle \sin \alpha ={\frac {S_{L}}{U}}}
Cette expression est souvent utilisée pour définir la vitesse de combustion {\displaystyle S_{L}} en mesurant l'angle de dièdre.